# Neupetershain-Nord
Neupetershain-Nord (bis 1928 Petershain), niedersorbisch Wiki, ist ein bewohnter Gemeindeteil der Gemeinde Neupetershain im Landkreis Oberspreewald-Lausitz in Brandenburg. Neupetershain-Nord liegt im amtlichen Siedlungsgebiet der Sorben/Wenden und gehört dem Amt Altdöbern an.

## Lage
Neupetershain-Nord liegt in der Niederlausitz im Lausitzer Seenland, etwa 15 Kilometer nordöstlich von Senftenberg und 20 Kilometer südwestlich von Cottbus. Umliegende Ortschaften sind Radensdorf im Norden, Domsdorf im Nordosten, Geisendorf und Greschmühle im Osten, Neupetershain im Süden, Lindchen im Südwesten, Ressen im Westen und Greifenhain im Nordwesten.
Durch Neupetershain-Nord verlaufen die Bundesstraße 169 nach Senftenberg und Cottbus sowie die Landesstraße 522 von Greifenhain nach Welzow. Das Dorf liegt im Lausitzer Braunkohlerevier, der Tagebau Welzow-Süd liegt knapp anderthalb Kilometer südöstlich.

## Geschichte
Das Gebiet um das Dorf Petershain war im 12. und 13. Jahrhundert von Slawen des Stammes der Lusitzi besiedelt. Die erste urkundliche Erwähnung erfolgte im späten 14. oder frühen 15. Jahrhundert. Eine Pfarrkirche im Ort wird bereits in der 1346 erstmals erschienenen Kirchenmatrikel des Bistums Meißen erwähnt, diese sind jedoch nur in einer erweiterten Abschrift von 1495 erhalten, sodass dieses Jahr nicht gesichert als Ersterwähnungsjahr angegeben werden kann. Es wird davon ausgegangen, dass Neupetershain-Nord zunächst als Zeilendorf angelegt war und erst durch weitere Ansiedlungen zu einem Straßendorf ausgebaut wurde. Der Ortsname wurde in einer Besitzurkunde vom 13. Dezember 1457 als Peterßhain und im Jahr 1467 Petershagen geschrieben. Der Ortsname bezieht sich auf eine mutmaßlich von einer Person mit dem Namen Peter angelegte Rodungssiedlung. Der niedersorbische Ortsname Wiki bedeutet „Markt“.
Petershain gehörte zum Zeitpunkt der Ersterwähnung zur Herrschaft Cottbus in der Mark Brandenburg. Das Gut bestand ursprünglich aus zwei Teilen, die unter den Herren von Muschwitz im Jahr 1625 zu einem Gut vereinigt wurden. Die Einwohner von Petershain waren damals überwiegend Sorben/Wenden, in einem Besitzverzeichnis aus dem Jahr 1652 sind fast nur slawische Personennamen verzeichnet. Ab 1701 gehörte Petershain zum Königreich Preußen. Im Jahr 1738 wurde das Gut von den Herren von Rothenburg übernommen. Im Jahr 1763 lebten zehn Bauern, zehn Kossäten und fünf Büdner in Petershain, des Weiteren gab es eine Wassermühle. Als Folge des Tilsiter Friedens nach dem Ende des Vierten Koalitionskrieges kam Petershain 1807 an das Königreich Sachsen.
Nach der auf dem Wiener Kongress beschlossenen Teilung Sachsens wurde Petershain wieder preußisch. Bei der Gebietsreform im Jahr 1816 wurde der Ort dem Kreis Calau in der Provinz Brandenburg zugeordnet. Im Jahr 1818 hatte Petershain 203 Einwohner, bis 1840 stieg die Einwohnerzahl auf 304 an. Durch Vererbung kam das Gut schließlich in den Besitz der Familie von Pannwitz, deren letzte Tochter Pauline von Pannwitz das Gut im Jahr 1868 an einen Industriellen verkaufte. Danach wechselten die Besitzverhältnisse häufig. Bei der Volkszählung am 1. Dezember 1871 ermittelte man in der Landgemeinde und im Gutsbezirk Petershain zusammen 433 Einwohner in 78 Haushalten, von den Einwohnern waren 213 Männer und 220 Frauen; 113 Einwohner waren jünger als zehn Jahre.
Bereits am 20. April 1870 an die neu gebaute Bahnstrecke Großenhain–Cottbus angebunden, der Bahnhof befand sich jedoch knapp zwei Kilometer von Petershain entfernt im Wald. Im Jahr 1891 ließen die Gutsherren von Petershain in der Nähe des Bahnhofs eine Dampfziegelei bauen, fünf Jahre später gründeten die Unternehmer Adolf Müller, Maximilian Hoffmann und Anton Held in der Nähe des Bahnhofs die „Niederlausitzer Glashüttenwerke“. Um die Glashütte herum entstand eine Wohnsiedlung für die dort beschäftigten Einwohner, die zunächst als „Neu Petershain“ bezeichnet wurde. Bis Anfang des 20. Jahrhunderts stieg die Einwohnerzahl von Landgemeinde und Gutsbezirk Petershain auf 1412, davon lebten 1004 Bewohner in der Kolonie, während in dem alten Dorf die Einwohnerzahl auf 408 zurückgegangen war. Am 8. Juni 1904 beschloss der Rat des Kreises Calau die Ausgliederung der Kolonie Neu Petershain aus dem Gutsbezirk Petershain und die Bildung einer neuen Gemeinde „Neu Petershain“, die am 1. April 1905 wirksam wurde. Am 1. Januar 1928 wurde die Landgemeinde Petershain schließlich nach Neupetershain eingemeindet, das eingemeindete Dorf erhielt fortan den neuen amtlichen Namen „Neupetershain-Nord“.
Zum Ende des Zweiten Weltkrieges kam es in und um Neupetershain-Nord zu diversen Kampfhandlungen, bei denen etwa 2000 Soldaten sowie viele Dorfbewohner starben. Der Lindenplatz und die umliegenden Gebäude wurden zerstört. Die letzten Besitzer von Petershain wurden nach Kriegsende im Zuge der Bodenreform in der Sowjetischen Besatzungszone enteignet. Ab 1949 gehörte Neupetershain-Nord zur DDR. Der Landkreis Calau wurde 1950 verkleinert und in Landkreis Senftenberg umbenannt, bei der Gebietsreform im Juli 1952 wurde Neupetershain-Nord als Teil der Gemeinde Neupetershain dem neu gebildeten Kreis Calau im Bezirk Cottbus zugeordnet. Auf dem ehemaligen Gutsgelände entstand in der DDR eine Maschinen-Traktoren-Station, zudem wurden in den 1950er Jahren die landwirtschaftlichen Betriebe des Ortes in einer LPG kollektiviert. Das Gutshaus in Neupetershain-Nord wurde zu dieser Zeit umgebaut, wobei die klassizistischen Stilelemente des Gebäudes verloren gingen.
Nach der Wiedervereinigung lag Neupetershain-Nord zunächst im brandenburgischen Landkreis Calau. Die den Ort verwaltende Gemeinde Neupetershain schloss sich dort 1992 dem Amt Altdöbern an. Bei der Kreisreform am 6. Dezember 1993 kam der Ort zum Landkreis Oberspreewald-Lausitz. Seit 2016 gehört Neupetershain-Nord zum amtlichen Siedlungsgebiet der Sorben/Wenden in Brandenburg.

## Dorfkirche
Eine Kirche in Neupetershain-Nord existierte bereits im 13. Jahrhundert. Im Laufe der Zeit wurde die Kirche immer wieder umgebaut, der letzte größere Eingriff wurde 1724 vorgenommen, als die Kirche nach Osten hin erweitert und die Fenster barock umgestaltet wurden. Außerdem wurden die Ringmauern erhöht.
Der Kirchturm wurde 1733 erhöht und die Haube durch eine barocke Spitze ersetzt. 1830 kippte der Kirchturm nach einem Sturm auf das Dach der Kirche, 1935 wurde die Spitze durch einen Brand zerstört. 1937 wurde ein neuer Eingang geschaffen. Außerdem wurden die beiden bei dem Kirchturmbrand zerstörten Glocken durch die heutigen Stahlglocken aus der Kunst- und Glockengießerei Lauchhammer ersetzt.
Eine Orgel wurde erstmals 1815 erwähnt, die heutige Orgel ist ein 1905 gebautes Instrument der Firma Heinze aus Sorau.

## Sorbische Bevölkerung
Bis zu Beginn des 19. Jahrhunderts war Neupetershain-Nord ein Ort mit ausschließlich sorbischer Bevölkerung. Nach der Abschaffung des sorbischen Gottesdienstes im Jahr 1842 und mit Beginn der Industrialisierung ging der Anteil der sorbischen Bevölkerung im Ort stark zurück. Arnošt Muka ermittelte für seine Statistik über die sorbische Bevölkerung in der Lausitz im Jahr 1884 eine Bevölkerungszahl von 399 Einwohnern, davon waren mindestens 100 Sorben und 299 Deutsche. Ernst Tschernik zählte 1956 nur noch zwei sorbische Einwohner.
Bis in die Gegenwart werden jedoch noch sorbisch/wendische Bräuche wie das Zampern, das Osterfeuer und die Gestaltung von Ostereiern gepflegt.

## Persönlichkeiten
- Johannes Choinan (1616–1664), sorbischer Sprachforscher und Pfarrer in Zerkwitz, geboren in Petershain
- Margarete Müller (1921–2011), Politikerin (SED) und Funktionärin des FDGB, geboren in Petershain